# The Away Days
The Away Days es una banda turca de dream pop formada en Estambul en 2012. El grupo está integrado por Oğuz Can Özen (voz, guitarra), Sezer Koç (guitarra, bajo), Volkan Karaman (guitarra), Orkun Atik (teclado) y Anıl Atik (batería).

## Historia
Creado en 2012 por Oğuz Can Özen y Sezer Koç, el grupo debutó con su primero EP, How Did It All Start, independientemente hacia el final del año 2012. El año siguiente, el grupo lanzó su primero video musical, "Galaxies", y actuó en el South by Southwest festival, atrayendo la atención internacional. Además, el grupo también se realizó en el The Great Escape Festival y se realizó un recorrido por el Reino Unido. El grupo está abierto a artistas como Portishead, Paul Banks y Owen Pallett.
En 2014, el grupo lanzó el sencillo "Your Color" y "París" acompañados de sus respectivos vídeos musicales. Los videos musicales fueron recompensados por Clash y Spin, respectivamente.

## Estilo musical y influencias
El estilo de la banda de música ha sido descrita como "dream pop" y "shoegazing." El editor del periódico Clash Robin Murray escribió que "el material de la banda se asemeja al songcraft citrus-sharp de los School of Seven Bells con el rollo del carrete de Ride," observando también "un toque de rock de Swervedriver." Mischa Pearlman de The Guardian escribió que "El shoegaze turco no podría ser un fenómeno de especial envergadura, pero dada la riqueza de su talento, podría llegar a ser uno pronto." Zachary Lipez de Vice ha descrito el estilo de la banda como "una mezcla de los 2006 Brooklyn, forever Flying Nun, y The La's como si fueran asesorados por Reid brothers." Las letras de la banda están escritas y cantadas íntegramente en Inglés.
En cuanto al nombre de grupo, el cantante principal Oğuz Can Özen declaró: "Hemos llamado a nuestra banda The Away Days, no porque sentimos que no pertenecemos a Estanbul o Turquía, sino porque sentimos que no somos de ningún lugar. Y quizás Estanbul no ha tenido una gran influencia en nuestra música, pero fue un gran hogar para nosotros." En cuanto a las influencias, Özen declaró además: "Ambos [Özen y Koç] escucharon  Selda y The Strokes cuando éramos niños. Pero ahora, en los albores de nuestros veinte años, estamos tratando de encontrar algunas influencias musicales poco comunes mediante el Extremo Oriente y la India." También ha enumerado Joy Division, The Stooges y The Smiths como influencias personales.

## Discografía

#### Álbum
- "Dreamed at Dawn" (2017)

EP
- How Did It All Start (2012)
- THIS (2015)

Sencillos
- "Your Colour" (2014)
- "Paris" (2014)
- "Best Rebellious" (2014)
- "Paris (Portecho Remix)" (2014)
- "World Horizon" (2016)
- "Places to Go" (2016)
- "You Think You're High" (2018)
- "Designed" (2019)

Videos musicales
- "Galaxies" (2013)
- "Your Colour" (2014)
- "Paris" (2014)
- "Sleep Well" (2014)
- "Best Rebellious" (2015)
- "Calm Your Eyes" (2015)
- "World Horizon" (2016)
- "White Whale" (2017)
- "Designed" (2019)